# Bundesstraße 175
Dieser Artikel wurde aufgrund von inhaltlichen Mängeln auf der Qualitätssicherungsseite des WikiProjekts Straßen eingetragen. Dies geschieht, um die Qualität der Artikel aus dem Themengebiet Straßen auf ein akzeptables Niveau zu bringen. Bitte hilf mit, die inhaltlichen Mängel dieses Artikels zu beseitigen, und beteilige dich bitte an der Diskussion!

Begründung: Abstufung Landkreis Mittelsachsen und Meißen --Thomas021071 (Diskussion) 22:51, 28. Jan. 2015 (CET)
Die Bundesstraße 175 (Abkürzung: B 175) ist eine deutsche Bundesstraße in den Freistaaten Thüringen und Sachsen.

## Verlauf
Die Bundesstraße beginnt im Landkreis Greiz im Freistaat Thüringen. Nach der Landesgrenze zu Sachsen durchquert diese die Landkreise Zwickau und Mittelsachsen und endet im Landkreis Meißen.

### Veränderungen
Durch den Neubau der A 72 wurde die Bundesstraße im Bereich Obergräfenhain-Penig 2012 abgestuft. Die Anschlussstelle Penig befindet sich seit 2011 auf der alten Trasse.
Zum 1. Januar 2015 wurde der Abschnitt zwischen den Anschlussstellen Döbeln-Ost und Nossen-Nord der Bundesautobahn 14 aufgrund des autobahnparallelen Verlaufs zur Kreisstraße abgestuft.

## Weiteres
Die Ortsumgehung von Zwickau hatte die Bezeichnung B 175n in ihrer Bauphase, wo sie mit der B 93 um Mosel und Crossen verlegt wurde.
Die Nummer 175 wurde bei der zweiten Phase der Nummerierung um das Jahr 1937 vergeben. Damals war sie allerdings nur zwischen Mosel und Nossen vorgesehen mit einer Streckenlänge von ca. 85 Kilometern. Auf der Strecke sind einige Ortsumgehungen im Bau. Auf einigen Abschnitten verläuft die B 175 mit anderen Bundesstraßen (B 92, B 93) auf einer Strecke (siehe Infobox).
Durch den Neubau der Bundesautobahn 72 wurde im Bereich zwischen Wernsdorf und Obergräfenhain eine Verlegung der Bundesstraße nötig. Der Teilabschnitt der A 72 zwischen Penig und Rathendorf ist teilweise auf der Trasse der Bundesstraße und ersetzt diese auf diesem Abschnitt.
Am 16. November 2009 wurde die Ortsumgehung DL-Masten (Keuern), beides Stadtteile von Döbeln, unter Verkehr genommen. Das 12-Millionen-Euro-Projekt entlastet die Stadtteile. Es gab in den letzten 20 Jahren zwei Projekte; das erste Projekt hätte die Stadtteile zerschnitten und mehrere Brücken oder Unterführungen zur Folge gehabt. Die Kosten hätten sich auf das Doppelte belaufen, da diese Variante mehr Lärmschutzmaßnahmen benötigt hätte.